# Apteranabropsis miser
Apteranabropsis miser is een rechtvleugelig insect uit de familie Anostostomatidae. De wetenschappelijke naam van deze soort is voor het eerst geldig gepubliceerd in 1968 door Bey-Bienko.